# Pobladura del Valle
Pobladura del Valle – gmina w Hiszpanii, w prowincji Zamora, w Kastylii i León, o powierzchni 14,15 km². W 2011 roku gmina liczyła 331 mieszkańców.